# پرنسس پیچ
پرنسس پیچ شخصیتی از فرنچایز ماریو توسط نینتندو می‌باشد. وی حاکم و رئیس کشور ماشروم کینگ‌دام می‌باشد و در آنجا در قلعهٔ خود با تودها اقامت دارد. پرنسس پیچ توسط شیگرو میاموتو خلق گردیده و برای اولین بار در سال ۱۹۸۵ در برادران سوپر ماریو به‌عنوان پرنسس تودستول (به انگلیسی: Princess Toadstool)معرفی شد و از آن زمان تاکنون در بسیاری از بازی‌های ویدئویی ماریو به‌عنوان شخصیت مؤنث اصلی و معشوقهٔ ماریو حضور یافته‌است. از سال ۲۰۰۷ تاکنون صداپیشگی پیچ را سامانتا کلی برعهده داشته‌است.
پیچ به‌عنوان شخصیت مؤنث اصلی مجموعه، در بیشتر بازی‌ها نقش دوشیزهٔ درماندهای را دارد که توسط آنتاگونیست اصلی مجموعه، باوزر ربود شده تا در نهایت توسط ماریو نجات یابد. در برخی بازی‌های این مجموعه از جمله سوپر ماریو ۳دی ورلد و برادران سوپر ماریو واندر وی به‌عنوان شخصیتی قابل‌بازی و خارج از مجموعه در بازی‌هایی از جمله پرنسس تودستول کاستل ران، سوپر پرنسس پیچ، پرنسس پیچ: وقت‌نمایش! به‌عنوان پروتاگونیست و شخصیت قابل‌بازی حضور یافته‌است و به‌طور منظم به‌عنوان شخصیت قابل‌بازی در اسپین‌آف‌های ماریو و دیگر مجموعه‌های بازی ویدئویی از جمله بازی‌های ورزشی ماریو، ماریو کارت، ماریو پارتی، پیپر ماریو و مجموعه بازی‌های مبارزه‌ای برادران سوپر اسمش. شرکت می‌کند.
پیچ یکی از شناخته شده‌ترین شخصیت‌های اصلی مؤنث در تاریخچهٔ بازی‌های ویدیویی است و بیشتر از دیگر شخصیت‌های مؤنث در بازی‌های ویدیویی حضور یافته. وی همچنین در محصولات، کمیک و سریال‌های پویانمایی رسمی این مجموعه نیز نقش پررنگی دارد. صداپیشگی پیچ را در فیلم برادران سوپر ماریو آنیا تیلور-جوی برعهده داشت. انتقادات نسبت به پیچ متفاوت هستند و گروهٔ بزرگی از منتقدان از نقش تکراری و بلند مدت وی به‌عنوان دوشیزهٔ درمانده انتقاد نموده‌اند درحالی که گروهٔ دیگری از منتقدان وی را به عنوان یکی از نمادین‌ترین و تأثیرگذارترین شخصیت‌های مؤنث بازی‌های ویدئویی توصیف کرده‌اند.

## کانسپت و آفرینش

### ویژگی‌ها
پرنسس پیچ قبل از شخصیتی به‌نام پائولین (با نام اصلی لیدی) معشوقهٔ ماریو بود. پائولین در اولین بازی ویدئویی این مجموعه تحت عنوان دانکی کونگ در سال ۱۹۸۱ منتشر شد از نقش دوشیزهٔ درمانده برخوردار بود و شیگرو میاموتو خالق ماریو در اصل می‌خواست از شخصیت‌های پاپای، بلوتو و الیو اویل از کارتون پاپای به‌عنوان شخصیت‌های اصلی برای این بازی استفاده کند اما موفق به دریافت مجوز نشد پس به جای آن‌ها از جامپ‌من (ماریو)، دانکی کونگ و پائولین استفاده نمود. حضور دانکی کونگ باعث پابرجا ماندن نقش پائولین به‌عنوان شخصیت مؤنث و دوشیزهٔ درمانده‌ای که توسط ماریو نجات می‌یابد در بازی‌های بعدی شد اما با به‌وجود آمدن سیستم سرگرمی نینتندو و برادران سوپر ماریو پرنسس پیچ جایگزین پائولین شد. میاموتو بعدها گفت دانکی کونگ فقط برای بازی‌های آرکید که (در آن زمان) بیشتر گیمران بازی‌های آرکید مذکر هستند، ساخته شده بوده بنابراین نینتندو به ساختن شخصیتی که توسط دختران گیمر قابل‌بازی باشد فکر نمی‌کرده. برخی خصوصیات و ویژگی‌های پرنسس پیچ در بازی نقش آفرینی سوپر ماریو آرپی‌جی در سال ۱۹۹۶ نشان داده‌شدند که از بین آن‌ها می‌توان به استفاده کردن پیچ از چتر آفتابی به‌عنوان سلاح و طلسم خواب که از ضربهٔ نهایی وی در مجموعهٔ برادران سوپر اسمش. برگرفته شده بود، اشاره نمود.
پس از اولین حضور والوئیجی در ماریو تنیس «والوپیچ» نسخهٔ شیطانی پیچ توسط یکی از بنیان‌گذاران کملوت سافتور پلنینگ به‌نام شوگو تاکاهاشی مطرح شد که این کانسپت توسط میاموتو قبل از اینکه طرح را ببیند به علت اینکه می‌گفت «درست شبیه دورونجوئه» از سری انیمهٔ یاترمن، رد شد. بعدها طرح «والوپیچ» دوباره توسط فومیهیده آئوکی خالق والوئیجی برای بازی ویدئویی ماریو پاور تنیس که در سال ۲۰۰۴ منتشر شد، مطرح شد و این‌بار طرح را نینتندو رد کرد.
میاموتو دربارهٔ نقش پیچ در این فرنچایز گفته با اینکه نینتندو از قصد و عمداً پیچ را در بازی‌ها به‌عنوان دوشیزهٔ درمانده‌ای که توسط ماریو نجات می‌یابد نگه داشته اما آن‌ها می‌خواستند شخصیت وی را در فیلم برادران سوپر ماریو به‌عنوان پرنسس قدرتمندی بسط دهند و نیز گفت از آن‌جا که پیچ در فیلم نقشش از پرنسسی که باید ازش حفاظت شود به کسی که باید برای تودها بجنگد تغییر یافته، وی را به‌عنوان یکی از شخصیت‌هایی که در این فیلم بیشتر از بقیه به تکامل رسیده، توصیف نمود. پس از انتشار فیلم برادران سوپر ماریو در سال ۲۰۲۳ چهرهٔ پیچ روی جلد پرنسس پیچ: وقت‌نمایش! تغییر یافت تا مانند پیچ در فیلم قیافهٔ خشمگین و مصمم داشته باشد.

### طرح

تصاویر ترسیم شده از پرنسس پیچ توسط یوایچی کوتابه

ظاهر اولیهٔ پرنسس پیچ توسط میاموتو که بعدها از یوایچی کوتابه خواست پیچ را طبق دستورالعمل‌ها از نو ترسیم کند، ترسیم گردید. دستورالعمل‌ها این گونه بودند که چشمان پیچ طوری طراحی شود که «کمی گربه‌مانند» باشند و قیافهٔ پیچ جوری باشد که «سرسخت اما کمی بامزه و ناز» به‌نظر بیاید. پیچ بر روی جلد کتاب راهنمای بازی و استراتژی چگونه در برادران سوپر ماریو ببریم که حوالی زمان انتشار نخستین بازی برادران سوپر ماریو در سال ۱۹۸۵ منتشر شده بود، به‌عنوان یک انسان با شکل و شمایل قارچ نشان داده شده بود. سایر محصولات ایجاد شده آن زمان پیچ را موهای صاف و بلند بور که دامن قرمز پوشیده نشان می‌دادند که می‌توان نتیجه گرفت ظاهر پیچ هنوز رو به تکامل بوده‌است.
میاموتو هنگام بحث درمورد طراحی پیچ در سوپر پرنسس پیچ که در سال ۲۰۰۵ منتشر شده بود می‌گفت برای پیچ مهم است که «هلویی» باشد به این منظور که وی «خوش‌بینی آزادانهٔ یک پرنسس» را برمی‌انگیزد؛ همچنین گفت برخلاف تصورات اینکه پیچ باید توسط ماریو حفاظت شود وی علناً برای انتقال تصویری قدرت طراحی شده و بیشتر توسعه‌دهندگان نینتندو به شخصیت مادرسالاری در خانه عادت دارند.

### اسم‌ها
میاموتو گفته نام پیچ از علاقه دختران به پرنسس‌ها آمده و این موضوع که وقتی به دختران فکر می‌کند یادش به رنگ صورتی می‌آید. از نخستین حضور پیچ در سال ۱۹۸۵ و در بازی برادران سوپر ماریو نام وی در ژاپن همیشه پرنسس پیچ (ピーチ姫 Pīchi-Hime, Princess Peach) ذکر شده؛ با این‌حال رسانه‌های انگلیسی‌زبان پیچ را «پرنسس تودستول» خطاب کرده‌اند. در سال ۱۹۹۳ در نسخهٔ انگلیسی یوشی سافاری دنیای غرب وی را برای نخستین‌بار «پیچ» خطاب نمود، اگرچه بعد در سال ۱۹۹۴ در بازی واریو لند: سوپر ماریو لند ۳ دوباره از پیچ به‌عنوان پرنسس تودستول نام‌برده شد و بعد در سال ۱۹۹۶ در بازی سوپر ماریو ۶۴ وی در نامه‌ای که برای ماریو نوشته بود، از هردو اسم استفاده کرد و با نام «پیچ» نامه‌را امضا کرده بود. از سال ۱۹۹۶ و از ماریو کارت ۶۴ به بعد در رسانه‌های غربی وی با نام پیچ خطاب شده می‌باشد.

### صداپیشگی
پیچ صداپیشه‌های انگلیسی گوناگون دارد؛ از زمانی که ماریو استریکرز چارجد در سال ۲۰۰۷ برای وی منتشر شده بود سامانتا کلی صداپیشگی وی را برعهده داشته‌است و پیش‌تر صداپیشگی پیچ توسط جن تیلور انجام می‌شده. از سایر صداپیشگان پیچ می‌توان به جینی الیاس برای سوپر ماریو براز. سوپر شو!، تریسی مور برای ماجراهای برادران سوپر ماریو ۳ و دنیای سوپر ماریو و نیز مدیر بومی‌سازی نینتندو، لسلی سوان اشاره کرد.

## خصوصیات
پیچ پرنسس ماشروم کینگ‌دام و حاکم رعایای قارچ‌مانند خود در آنجا که به آن‌ها تود می‌گویند، می‌باشد. با اینکه وی تاکنون با لباس‌های گوناگون حضور داشته اما معمولاً همان لباس صورتی پرنسسی خود را که آستین‌های پف‌کرده دارد همراه‌با دستکش‌های سفید بلند و کفش‌های قرمز به‌تن می‌کند. اقامتگاهٔ سلطنتی وی قلعه‌ای بزرگ با دیوارهای سفید و سقف قرمز می‌باشد که با پرترهٔ شیشه‌رنگی از خودش تزئین شده‌است. پیچ دختر ماشروم کینگ (با نام کینگ تودستول هم شناخته می‌شود) می‌باشد؛ پدر وی در کمیک‌های برادران سوپر ماریو به‌طور فیزکی حضور داشته ولی هرگز در بازی‌های ویدئویی حضور پیدا نکرده‌است، نام او در کتاب راهنمای نخستین بازی ویدئویی برادران سوپر ماریو نیز ذکر شده‌است. وی یکی از معدود انسان‌های ساکن ماشروم کینگ‌دام که اکثرا تود هستند، می‌باشد. اکثرا اوقات در محور اصلی فرنچایز ماریو ماشروم کینگ‌دام مورد حملهٔ باوزر و دارو دسته‌اش قرار دارد و نقش اصلی پیچ این وسط قربانی آدم‌ربایی باوزر می‌شود. سن و سال پیچ هرگز به‌طور رسمی تایید و تصدیق نشده اما بین اواسط نوجوانی و اوایل بیست سالگی تغییر می‌کند.
با وجود برخودار بودن پیچ از نقش شخصیت مؤنث اصلی در این فرنچایز، وی به ندرت به‌عنوان پروتاگونیست بازی‌های ویدئویی مجموعه به ایفای نقش می‌پردازد. از زمان انتشار نخستین بازی ویدئویی برادران سوپر ماریو تاکنون وی بارها و بارها نقش دوشیزهٔ درمانده را برعهده داشته که معمولاً در پایان بازی ظاهر می‌شود تا پس ماموریت موفقیت‌آمیز ماریو برای نجات وی، به او پاداش دهد. وی در بازی‌های مختلف اسپین‌آف شخصیت قابل‌بازی بوده و چندین سلاح گوناگون از جمله ماهیتابه و چتر آفتابی به‌کار گرفته‌است و دارای قدرت‌های جادویی نیز می‌باشد مثلاً در سوپر ماریو آرپی‌جی می‌تواند دیگر شخصیت‌هارا التیام دهد. جادوی سفید پیچ در نخستین بازی برادران سوپر ماریو تنها راه از بین بردن خرابکاری‌های ایجاده شده ماشروم کینگ‌دام توسط باوزر می‌باشد. رابطهٔ پیچ و ماریو از اصلی‌ترین عناصر مجموعه می‌باشد اما بسیار مبهم است زیرا نینتندو آن‌ها دوست توصیف کرده درحالی‌که مکرراً رابطه‌ای عاشقانه بین پیچ و ماریو طی مجموعه دیده می‌شود.

## حضور

### مجموعهٔسوپر ماریو
پیچ در سال ۱۹۸۵ برای اولین‌بار در بازی پرشی برادران سوپر ماریو برای سیستم سرگرمی نینتندو (ان‌ای‌اس) به‌عنوان پرنسس تودستول حضور یافت.

### سایر بازی‌هایماریو
پرنسس تودستول در پرنسس تودستول کستل ران که در سال ۱۹۹۰ بر روی نلسونیک گیم واچ منتشر گردید و براساس برادران سوپر ماریو ۲ ساخته شده، برای اولین‌بار به‌عنوان تنها شخصیت قابل‌بازی حضور یافت و در سال ۱۹۹۳ در بازی آموزشی ماریو گمشده! توسعه‌یافته توسط سافت‌ور تول‌ورکس حضور پیدا کرد.

### سایر بازی‌های ویدئویی
پیچ از زمان انتشار برادران سوپر اسمش. ستیز در تمامی مجموعه بازی‌های مبارزه‌ای برادران سوپر اسمش. به‌عنوان شخصیت قابل‌بازی حضور یافته می‌باشد.

### دیگر رسانه‌ها
در سال ۱۹۸۶ یک انیمهٔ سینمایی ژاپنی تحت عنوان برادران سوپر ماریو: ماموریت بزرگ نجات پرنسس پیچ! به‌نویسندگی هیدئو تاکایاشیکی و کارگردانی ماسامی هاتا بر پایهٔ اتفاقات رخ‌داده پی نخستین بازی ویدئویی برادران سوپر ماریو تولید و تهیه شد و پرنسس پیچ در آن از دنیای بازی ویدئویی به دنیای ماریو می‌گریزد سپس توسط کینگ کوپر اسیر و به ماشروم کینگ‌دام بازگردانده می‌شود که ماریو و لوئیجی توسط سگی برای نجات وی به ماشروم کینگ‌دام فرستاده می‌شوند.

## بازخورد

### انتقادات
سم لاوریج از دیجیتال اسپای پیچ را یکی از نمادین‌ترین شخصیت‌های مؤنث بازی‌های ویدئویی تمام دوران توصیف نمود و او را نمادی فراتر از بازی خواند به این منظور که پیچ برای کسانی که به بازی‌ها علاقمند نیستند هم جذاب است؛ و اظهار می‌داشت که پیچ «از شانس‌بیاران اصلی نینتندو در مقیاس جهانی» می‌باشد. سای فای نیز پیچ را به‌دلیل برخوردار بودن از شخصیت مؤنث سرسختی که «قدرت زنانگی بالا را در برگرفته‌است» یکی از «بزرگ‌ترین قهرمانان زن بازی‌های ویدئویی تمام دوران» نام‌گذاری کرد.